# Bullerei
Die Bullerei ist ein Restaurant in einer denkmalgeschützten Viehmarkthalle des ehemaligen Schlachthofes im Hamburger Schanzenviertel. Es wurde von Fernsehkoch Tim Mälzer und Patrick Rüther am 1. Juli 2009 eröffnet und beinhaltet zusätzlich zum eigentlichen Restaurant das Bistro Deli mit Café.

## Geschichte
Bis zur Revitalisierung standen auf dem Gelände des alten Hamburger Schlachthofs drei Hallen, die bis in die 1950er Jahre für den Viehhandel genutzt wurden. Nach Sanierung und Umbau durch die Fleischgroßmarkt Hamburg GmbH entstanden daraus die Schanzenhöfe. Mit ihrer Gesellschaft Bullerei GmbH & Co.KG waren Tim Mälzer und Patrick Rüther Mitinvestoren und erste Mieter.
Am 1. Juli 2009 eröffnete das Restaurant Bullerei (130 Plätze) mit angeschlossenem Bistro und Cafe Deli (50 Plätze). 2013 erhielten Tim Mälzer und Patrick Rüther für ihr Projekt den Gründerpreis der Stadt Hamburg in der Kategorie Aufsteiger.

## Gebäude und Innenraumgestaltung
Das 1911 bis 1913 errichtete Gebäude in der Lagerstraße 34b steht als westlicher Gebäudeteil der Viehverkaufshalle als Teil des Gebäudeensembles Viehhof Sternschanze unter Denkmalschutz. Zum Zwecke der Umnutzung wurden Teile der mittleren Halle entfernt und ein Innenhof geschaffen. Die Innenräume wurden bei der Sanierung weitgehend im industriellen Ursprungszustand des historischen Bauwerks belassen und durch neue Komponenten ergänzt. Von den ursprünglich 11.000 m² umfasst das Restaurant 1.000 m². Der Entwurf für die Innenraumgestaltung des Restaurants stammt von dem Hamburger Architekten Giorgio Gullotta und ist gekennzeichnet durch rustikale Elemente.

## Küche
Bis September 2019 war Martin Schneider der Küchenchef, mittlerweile Simon Sauter. Auch wenn Tim Mälzer einer der Besitzer ist, so ist er an der Produktion der Speisen während des À-la-carte-Geschäfts nicht aktiv beteiligt. Der Restaurantführer Gault-Millau schrieb 2013: „Es wird Zeit, dass sich Tim Mälzer, der sonst so viele Ideen hat, um seine Gastronomie kümmert; der TV-Ruhm und ein angenehmes Ambiente sind für kein Restaurant eine ständige Erfolgsgarantie.“
- Der Gault-Millau beschreibt die Küche als gutbürgerlich und vergibt 12 von 20 Punkten.[10]
- Der Falstaff beschreibt die Küche als modern, kreativ und vergibt 83 von 100 Punkten.[11]

## Medien
Wegen Mälzers Bekanntheit wird von den Medien häufig über das Restaurant berichtet. So befasste sich die Boulevardzeitung Bild schon vor der Eröffnung ab 2008 mehrfach mit dem Projekt. 2012 berichtete Die Welt von einem Konzert im Restaurant  mit Rea Garvey und einigen prominenten Gästen. Im selben Jahr folgte im Stern eine Gegenüberstellung der Restaurants von drei Fernsehköchen im Test. Über das fünfjährige Bestehen berichtete die Bunte 2014.